# Lucilia deceptor
Lucilia deceptor este o specie de muște din genul Lucilia, familia Calliphoridae, descrisă de Mary Katherine Curran în anul 1934. Conform Catalogue of Life specia Lucilia deceptor nu are subspecii cunoscute.